# Dråpet i Eastbourne
Dråpet i Eastbourne (engelska: Eastbourne manslaughter) blev ett rättsfall i Storbritannien 1860. Den 15-årige Reginald Cancellor (vissa källor anger hans efternamn som Chancellor, och hans ålder som 13 eller 14) dödades av sin lärare Thomas Hopley. Hopley använde aga med den uttalade avsikten att övervinna vad han uppfattade som envishet hos Cancellor, men i stället slog han pojken till döds.
En utredning av Cancellors död började när hans bror begärde en obduktion. Efter förhör greps Hopley och åtalades för dråp. Han befanns skyldig vid rättegången och dömdes till fyra års fängelse, trots att han insisterade på att hans handlingar var berättigade och att han inte var skyldig till något brott. Rättegången blev en sensation i den viktorianska pressen och tände debatten om användning av skolaga. Efter Hopleys frigivning och efterföljande skilsmässa försvann han till stor del från offentliga register. Fallet blev ett viktigt prejudikat i Storbritannien för diskussioner om aga i skolor och rimliga gränser för disciplin.

### Fotnoter
1. ↑  Parker-Jenkins, Marie (1999). Sparing the rod: schools, discipline and children's rights. Trentham Books. sid. 5–13. ISBN 1-85856-159-0
2. ↑  Booth, Penny (2006). ”The United Nations Convention on the Rights of the Child and the Punishment of Children Under English Law – Public and Private Vices?”. Liverpool Law Review 27 (3):  sid. 395–416. doi:10.1007/s10991-006-9008-8.